# SpVgg Hof
SpVgg Hof – niemiecki klub piłkarski z siedzibą w mieście Hof, leżącym w Bawarii (Górna Frankonia), działający w latach 1893–2005 (od 2005 roku jako SpVgg Bayern Hof).

## Historia
Klub został założony w 1861 jako TV 1861 Hof. W 1893 w klubie powstała sekcja piłkarska, która w 1903 odłączyła się od klubu i przyjęła nazwę SpVgg im TV Hof.
W 1924 klub zmienił nazwę na SpVgg Hof 1893. 1 lipca 2005 połączył się z Bayern Hof tworząc SpVgg Bayern Hof

## Sukcesy
- 1 sezon w Bezirkslidze Bayern Gruppe Nordbayern (1. poziom): 1929/30.
- 1 sezon w Amateurlidze Bayern (3. poziom): 1966/67.
- 13 sezonów w Landeslidze Bayern-Nord (4. poziom): 1963/64-65/66 i 1967/68-76/77.
- mistrz 2. Amateurliga Oberfranken Ost (4. poziom): 1955
- mistrz Landesliga Bayern-Nord (4. poziom): 1966 (awans do Amateurligi Bayern)